# Siccia punctipennis
Siccia punctipennis là một loài bướm đêm thuộc phân họ Arctiinae, họ Erebidae.